# HC Prešov
Der HC Prešov ist ein slowakischer Eishockeyclub aus Prešov, der 1928 gegründet wurde und seit 2023 erneut in der Slovenská hokejová liga spielt. Seine Heimspiele trägt der Verein in der bis 2021 renovierten ICE Aréna aus, die 3.600 Zuschauer fasst.

## Geschichte

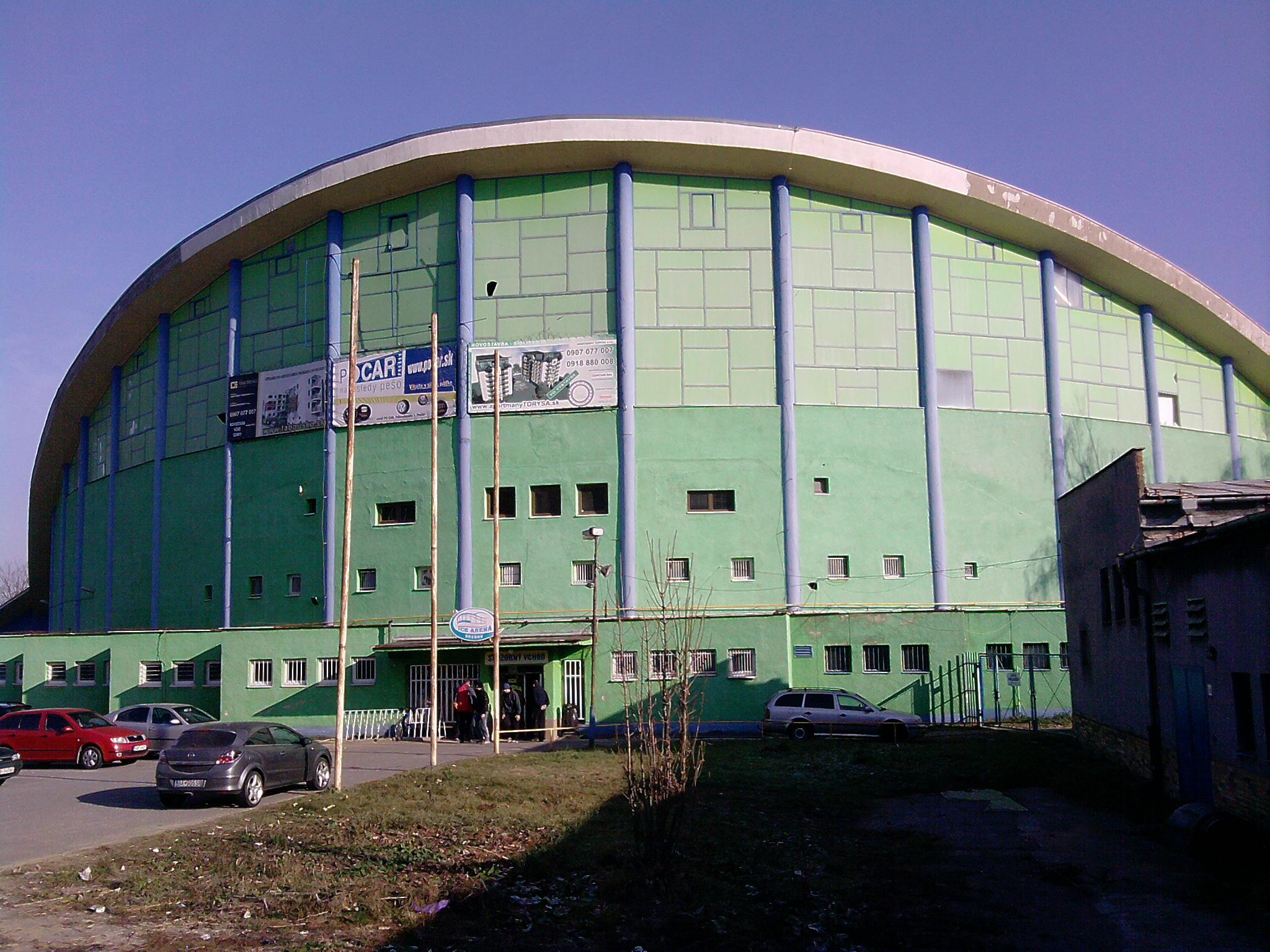
Zimný štadión Prešov (2011)

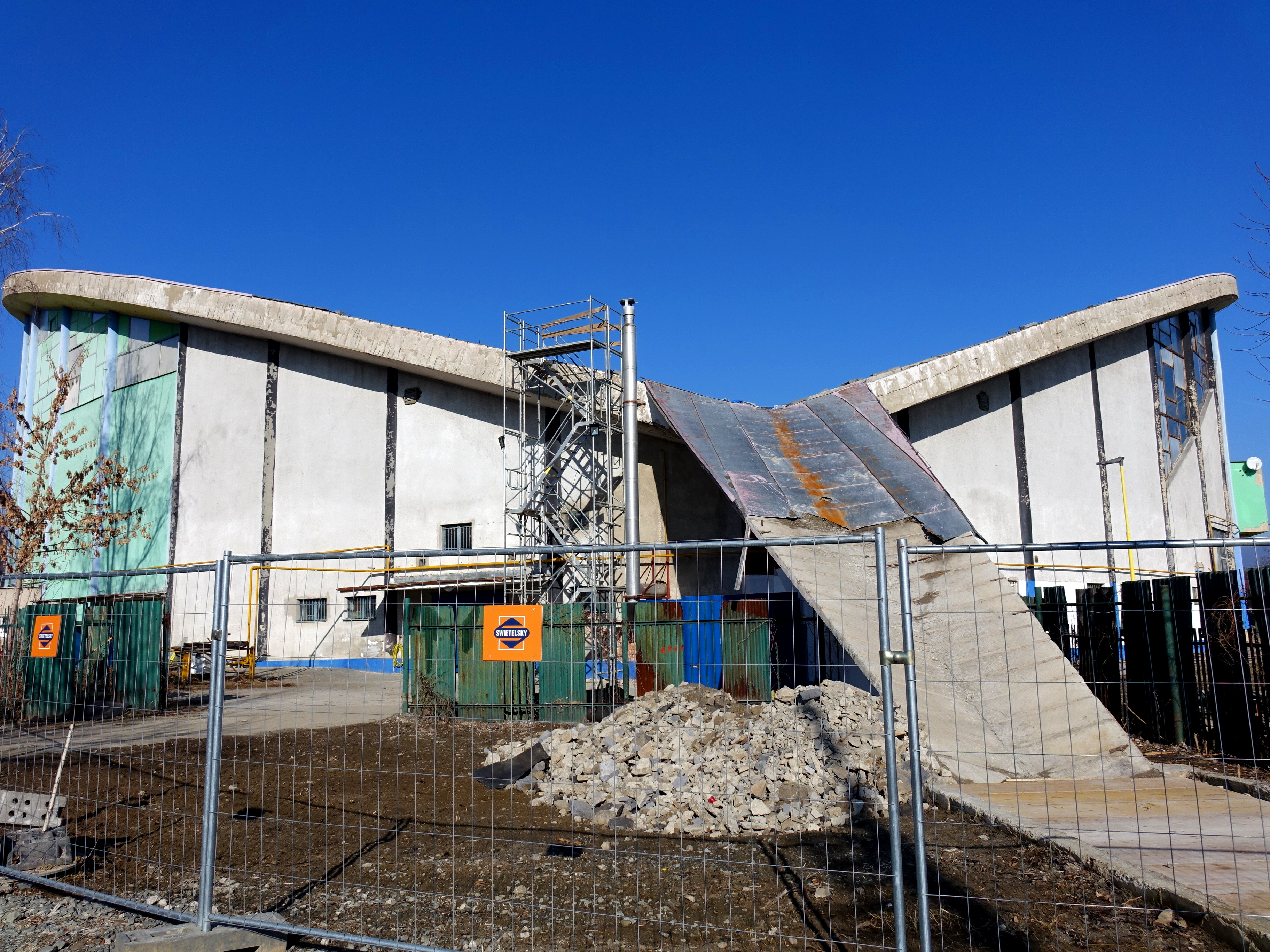
Umbau der Eishalle (2019)

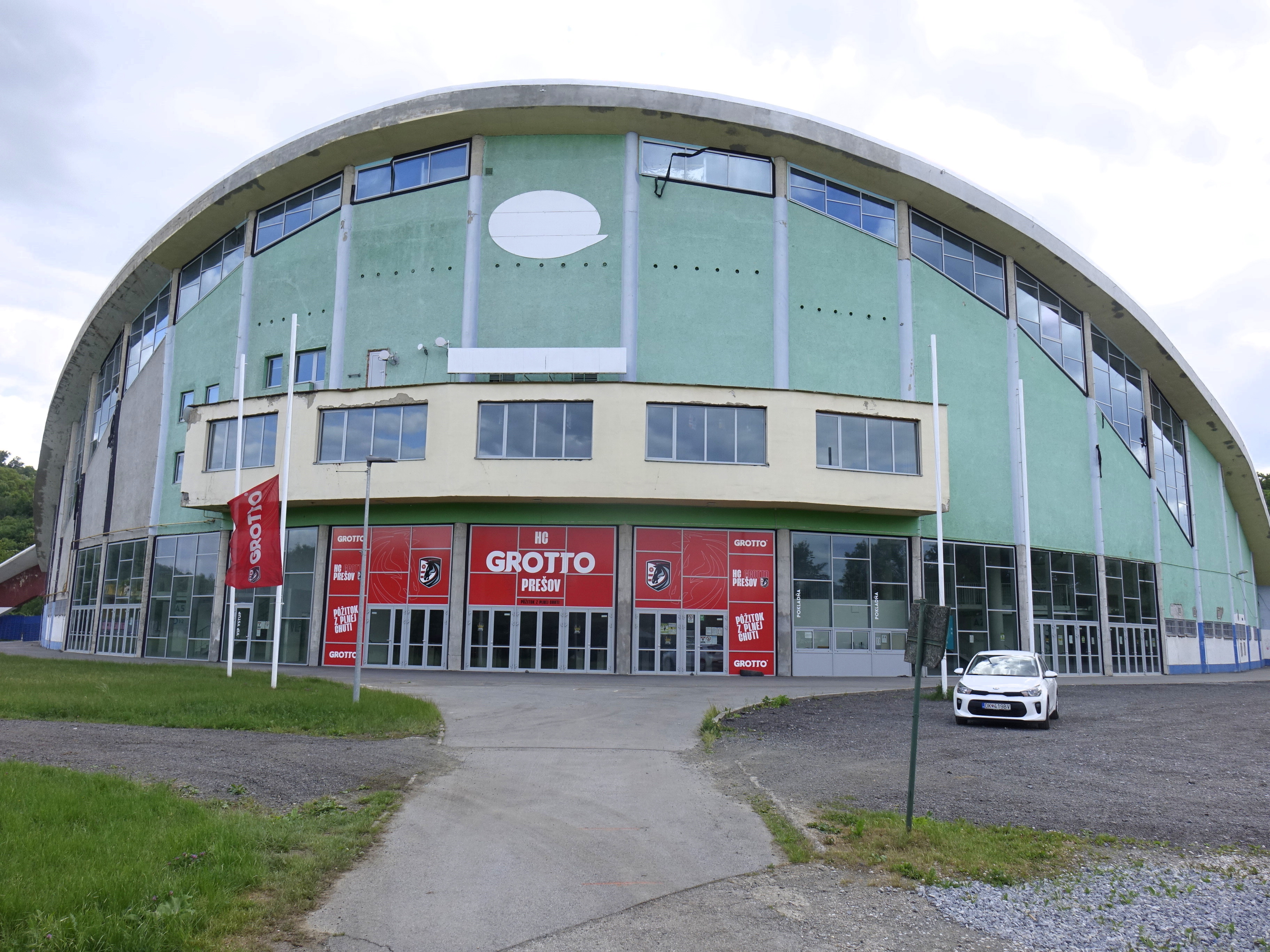
Eishalle im Mai 2022

Der HC 07 Prešov wurde 1928 unter dem Namen Snaha Prešov gegründet. Es folgten zahlreiche Namenswechsel, ehe man 2007 den heutigen Namen wählte. Nach Auflösung der Tschechoslowakei und der Teilung in die voneinander unabhängigen Staaten Tschechien und Slowakei war der HC 07 Prešov in der Saison 1993/94 eines von zehn Gründungsmitgliedern der Extraliga. Im dritten Jahr ihrer Zugehörigkeit zur Extraliga stieg die Mannschaft in der Saison 1995/96 in die zweitklassige 1. Liga ab, konnte jedoch bereits 1998 den Wiederaufstieg feiern. Aufgrund der Verringerung der Teilnehmerzahl von zwölf auf acht in der Extraliga und seinem elften Platz in der Hauptrunde musste der HC Prešov in der Saison 1998/99 in der Qualifikationsrunde antreten, in der er den siebten Rang belegte und folglich in die 1. Liga abstieg.
Bis 2019 gehörte der Klub der zweiten Spielklasse an. Schon Ende der Saison 2017/18 wurden Probleme an der Statik des Eishallendaches festgestellt. Daher spielte der Klub mit Unterstützung des HKm Zvolen in der Saison 2018/19 in Zvolen, stieg jedoch am Saisonende ab. Aufgrund der anhaltenden Unbespielbarkeit der Eishalle meldete der Klub alle Mannschaften zur Saison 2019/20 ab.
Anschließend wurde die Eishalle renoviert. 2021 übertrug der Eigentümer des HC 07 Detva die Extraliga-Lizenz des Clubs an den HC Prešov, der daraufhin in HC 21 Prešov umbenannt wurde und den Spielbetrieb in der Extraliga (tipos extraliga) aufnahm. 2023 stieg der Klub aus der Extraliga ab und spielt seither wieder unter altem Namen in der zweiten Spielklasse.

## Erfolge
- 1998 Aufstieg in die Extraliga

## Bekannte Spieler
- Štefan Jabcon
- Igor Liba
- Vladimír Mihálik
- Jaroslav Obšut
- René Pucher
- Peter Pucher
- Michal Segľa
- Milan Staš
- Martin Štrbák
- Anton Tomko
- Ján Vodila